# Лебяжье сельское поселение
Лебя́жье се́льское поселе́ние — упразднённое муниципальное образование в Мариинском районе Кемеровской области. Административный центр — посёлок Лебяжий.
С 1 июня 2021 года упразднено в связи с преобразованием района в Мариинский муниципальный округ.

## История
Лебяжье сельское поселение образовано 17 декабря 2004 года в соответствии с Законом Кемеровской области № 104-ОЗ. 

## Население
| 2010 | 2011 | 2012 | 2013 | 2014 | 2015 | 2016 |
| ---- | ---- | ---- | ---- | ---- | ---- | ---- |
| 923  | →923 | ↘901 | ↘895 | ↘876 | ↗877 | ↘857 |
| 2017 | 2018 | 2019 | 2020 | 2021 |      |      |
| ↘855 | ↘851 | ↘831 | ↘824 | ↘679 |      |      |

## Состав поселения
| № | Населённый пункт | Тип населённого пункта          | Население |
| - | ---------------- | ------------------------------- | --------- |
| 1 | Куркули          | деревня                         | 110       |
| 2 | Лебяжий          | посёлок, административный центр | 333       |
| 3 | Пихтовка         | посёлок                         | 295       |
| 4 | Столяровка       | деревня                         | ↘53       |
| 5 | Тонгул           | деревня                         | #Н/Д      |
| 6 | Тундинка         | деревня                         | 131       |